# Битва за Запоріжжя: Врятувати мости від мера Карташо
Битва за Запоріжжя: Врятуй мости від мера Карташо — популярна комп'ютерна гра-додаток ВКонтакті у жанрі квест, що була розроблена Molodaya Gvardiya Inc. у 2010 році. Битва за Запоріжжя є флеш-грою, тобто вона працює на базі технології Adobe Flash із використанням ActionScript 3.0.

## Сюжет
В одному абстрактному казковому місті йде будівництво мостів. Мости дуже потрібні місту, і будівельники завзято працюють. Однак не все йде за планом. Мер міста Жеко Карташо дуже любить фотографуватися на фоні будівництва для місцевої газети "Індустріальне місто". А також обожнює зніматися біля будівництва для новин місцевих телеканалів "ТВ-555" та "МММ".
Відеокамери, знімальні групи відволікають будівельників від роботи. Городяни починають підозрювати, що Карташо спеціально затягує будівництво мостів, аби зробити на них собі рекламу як "господарника-будівничого мостів".
А також, по місту ходить інформація, що не обходиться і без крадіжки фінансових засобів, що виділяються на мости. При чому, в особливо великих розмірах.
Задача гравця - ловити Карташо і його "друзів", що тікають з мішками вкрадених грошей і повертати ці гроші на будівництво, використовуючи різноманітний арсенал.

## Персонажі
Мер Карташо - любить фотографуватися, зніматися в новинах, ефекти. Знімається в голівудському телесеріалі "Мер і місто".
Бурячуков - начальник управління комунального господарства. Саме йому городяни вдячні за стан доріг та комунального господарства.
Типошенко - колишній кандидат у президенти. Карташо активно підтримував її кандидатуру на останніх виборах. По місту пересувається на помелі.
ПП з паличкою - дуже специфічна особистість. Позиціонує себе як "чорного піарщика". Піднімає сам навколо себе інформаційний шум, поливає сам себе брудом, аби не мовчали. Зараз пішов працювати на піар-кампанію Карташо. Паличка для понтів. Реально дуже швидко пересувається містом.
Дворофєєв - заступник мера Карташо, а також депутат міської ради від партії імені Типошенко.

## Концепція
Політико-сатирична гра, що повинна викривати винуватців затяжного будівництва мостів в місті Запоріжжя.

## Розробники
Гліб Мінаєв - автор ідеї, головний програміст.

Ярослав Ярон - дизайнер.

Христина Табак - дизайнер.

Олександра Сосновик - програміст, PR.

Антон Семешин - начальник PR-департаменту.

Віталий Шамітько - PR-департамент.

Вікторія Романчук - PR-департамент.

Валерія Лавринець - PR-департамент.

Ніна Гавура - PR-департамент.

## Допомога тваринам
8 серпня розробники гри почали акцію "Ігрові бонуси за добру справу для тварин!". Зміст акції полягає у тому, щоби гравці допомагали тваринам боротися зі спекою: виносили ємності з водою у двори своїх домівок.

## Чорний PR проти гри
У зв'язку із соціально-політичною гостротою гри, проти її розробників була розгорнута кампанія з їх дискредитації. Зокрема в мережі інтернет була розміщена сатирична п'єса, що висміювала розробників гри. Також на сайтах новин і форумах почали з'являтися викривальні статті щодо нібито антисемітської та фашистської суті гри.